# Ulla-Britta Jørgensen
Ulla-Britta Jørgensen (tidl. Borksand, født 13. april 1942) er en dansk skuespiller.
Ulla-Britta Jørgensen blev uddannet fra Det Kongelige Teaters Elevskole i 1963 og blev derefter tilknyttet Aarhus Teater, Folketeatret, Amager Scenen, Hvidovre Teater og Jørgen Blaksted Turneen bl.a. Ligesom hun medvirkede i sommerrevyer, Rottefælden, Blokhus Revyen og andre. Desuden TV-teatret: Strindbergs Spøgelsessonaten og Ugeavisen.

## Filmografi
- I den grønne skov (1968)